# SW Business Aviation
Silk Way Business Aviation è una compagnia aerea di proprietà della Silk Way Airlines con sede a Baku in Azerbaigian.

## Storia
Fin dalla sua fondazione nel 2007, la Silk Way Business Aviation fornisce voli sia interni il territorio azero che voli internazionali. La compagnia dà lavoro a 100 persone, inclusi 23 piloti e 11 assistenti di volo, oltre che altri dipendenti di servizi a terra.

## Flotta
Oltre che all'iniziale Gulfstream G450, la compagnia si è espansa acquistando G550, G280 e G200. La flotta della Silk Way Business Aviation include i seguenti velivoli:
- 1 ATR 42-500 (Agosto 2019)[4]
- 1 Boeing 727-200
- 1 Gulfstream 200
- 1 Gulfstream 280
- 1 Gulfstream 450
- 1 Gulfstream 550
- 1 Gulfstream 650[5]